# Anthophora ferreola
Anthophora ferreola är en biart som beskrevs av Cockerell 1931. Anthophora ferreola ingår i släktet pälsbin, och familjen långtungebin. Inga underarter finns listade i Catalogue of Life.